# Claude Pepper

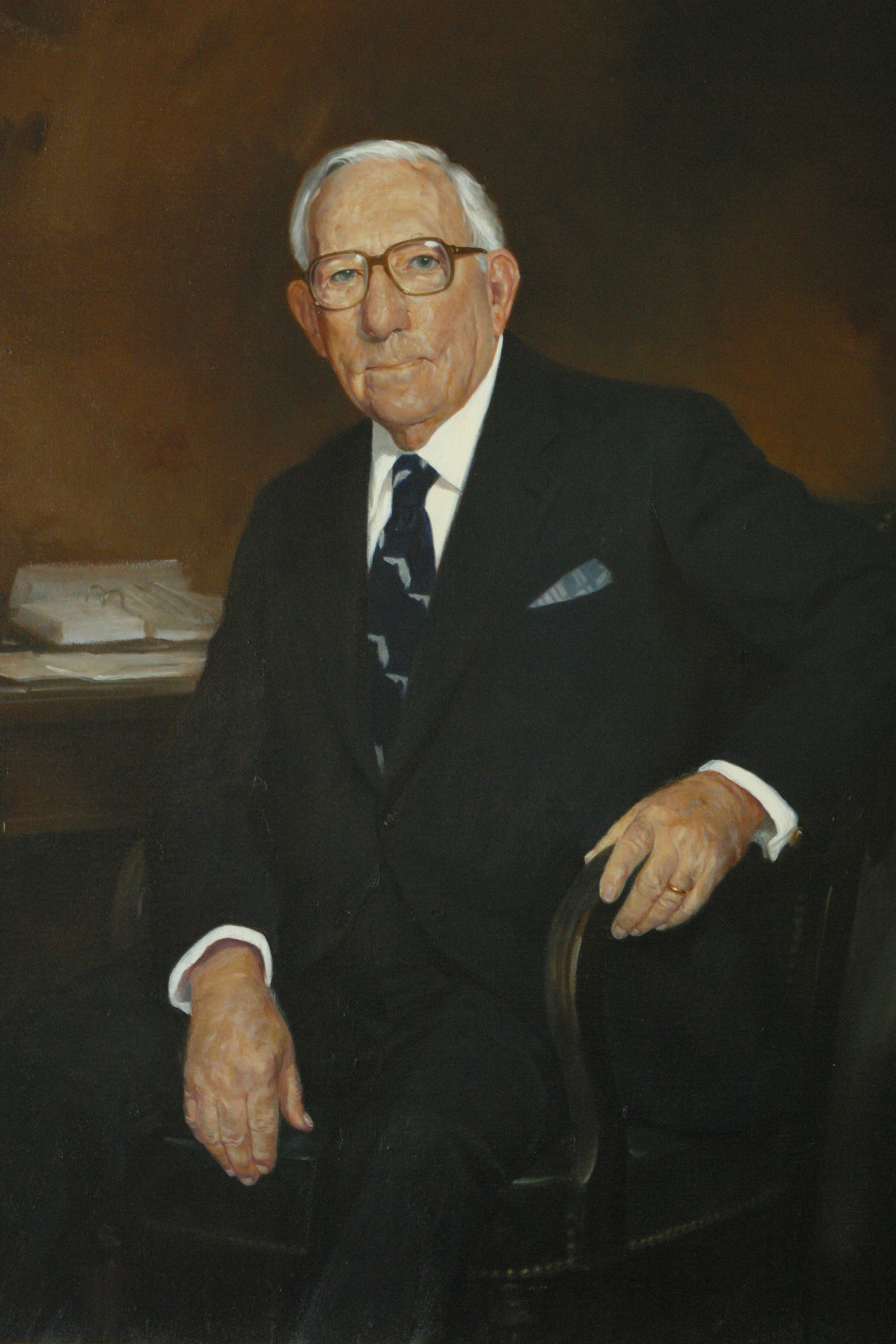
Claude Pepper

Claude Denson Pepper (* 8. September 1900 bei Dudleyville, Alabama; † 30. Mai 1989 in Washington, D.C.) war ein US-amerikanischer Politiker der Demokratischen Partei. Er repräsentierte den Bundesstaat Florida von 1936 bis 1951 im US-Senat und von 1963 bis 1989 im Repräsentantenhaus der Vereinigten Staaten.

## Frühe Jahre
Claude Pepper wurde am 8. September 1900 auf einer Farm im Chambers County im Bundesstaat Alabama geboren. Seine beiden Großväter hatten im Bürgerkrieg als Soldaten der Konföderierten gekämpft. Seine Eltern – Joseph Wheeler Pepper († 8. Juli 1945) und Lena Corine Talbot (Pepper) – waren arme Pächter einer winzigen Farm im ländlichen Alabama. Im Jahre 1904 zog die Familie für kurze Zeit nach Texas, kehrte dann nach Alabama zurück und ließ sich in Camp Hill (wiederum im Chambers County) nieder, wo Claude Pepper – das älteste von vier Kindern des Ehepaares – mit seinen Geschwistern Joseph, Sarah und Frank aufwuchs. Dort arbeitete sein Vater später als Händler und Polizeichef, während Pepper in Camp Hill die High School besuchte und sich danach zum Lehrer ausbilden ließ. Im Alter von 14 Jahren sagte er einem Lehrer, dass er später Senator werden wolle. Von 1917 bis 1918 unterrichtete er an öffentlichen Schulen in Dothan (Alabama) und arbeitete in einem Stahlwerk in Ensley (Alabama), bis er 1918 in der Lage war, das Studium der Rechtswissenschaften an der University of Alabama in Tuscaloosa aufzunehmen, welches er 1921 mit dem Bachelor abschloss. In der Folge absolvierte er an der Law School der Harvard University ein Aufbaustudium, welches er 1924 erfolgreich abschloss. Für kurze Zeit lehrte er Jura an der University of Arkansas, bis er 1925 nach Perry (Florida), südöstlich von Tallahassee, zog, wo er zusammen mit William Barnett Davis eine Anwaltskanzlei für Zivil- und Strafrecht eröffnete. Die Kanzlei arbeitete erfolgreich, so dass er seine Eltern finanziell unterstützen und seinen Geschwistern den Collegebesuch ermöglichen konnte.

## Politik
Schon während seiner Studentenzeit engagierte sich Pepper in der Demokratischen Partei. 1928 wurde er in den Parteivorstand (executive committee) im Bundesstaat Florida gewählt. Im Jahre 1929 wurde er als Abgeordneter für das Taylor County ins Repräsentantenhaus von Florida gewählt, schaffte dann im Jahre 1930 allerdings nicht seine Wiederwahl. Er verlegte Anwaltskanzlei und Wohnsitz nach Tallahassee, der Hauptstadt Floridas.

### US-Senat
Im Jahre 1934 bewarb Pepper sich um einen Sitz im US-Senat, verlor aber die Primary (Vorwahl) der Demokratischen Partei knapp mit 4050 Stimmen gegenüber Amtsinhaber Park Trammell.
Als im Jahre 1936 die beiden Senatoren Floridas – Park Trammell († 8. Mai 1936) und Duncan U. Fletcher († 17. Juni 1936) – fast gleichzeitig verstarben, wurden die beiden Sitze kurzzeitig mit William Luther Hill und Scott Loftin besetzt und dann Neuwahlen für die vakanten Sitze angesetzt. Bei diesen Wahlen konnte Pepper einen der beiden Senatssitze für sich gewinnen; der zweite Senator Floridas wurde Charles O. Andrews. Am 4. November 1936 trat Pepper sein Amt an.
Pepper avancierte schnell zum Sprecher derjenigen Senatsmitglieder, die die New-Deal-Politik Präsident Franklin D. Roosevelts unterstützten und trugen, und wurde Roosevelts enger Vertrauter. Pepper arbeitete eng mit den Gewerkschaften zusammen, um die Lage der abhängig beschäftigten Bevölkerung und der Unterschichten zu verbessern, denn er sah es als eine seiner wichtigsten Aufgaben an, dafür zu sorgen, dass die Bürger eine Regierung bekämen „…which in its heart wants to be fair to every one of its citizens and which will see to it that every one of its citizens is fair to every one of his fellow citizens.“ (dt.: „…die sich nichts sehnlicher wünscht, als gerecht zu jedem ihrer Bürger zu sein, und die dafür Sorge trägt, daß jeder Bürger sich jedem seiner Mitbürger gegenüber fair verhält.“) Als im Jahre 1938 wiederum Wahlen zum US-Senat durchgeführt wurden, konnte Pepper sich gegen den Kongressabgeordneten J. Mark Wilcox, der die New-Deal-Politik Roosevelts vehement ablehnte, und David Sholtz, einen ehemaligen Gouverneur von Florida, durchsetzen.
Nach Ausbruch des Zweiten Weltkrieges zwangen die Neutralitätsgesetze (Neutrality Acts von 1935, 1936, 1937 und 1939), ein starker isolationistischer Flügel des Kongresses und die Stimmung in der Bevölkerung die amerikanische Regierung dazu, den bisherigen isolationistischen Kurs zunächst beizubehalten und – zumindest offiziell – Neutralität zu wahren. Erst die großen militärischen Erfolge Hitler-Deutschlands führten zu einem Umdenken. Pepper war maßgeblich am Zustandekommen des Lend-Lease-Act vom 11. März 1941 beteiligt. Das Gesetz ermächtigte den amerikanischen Präsidenten, „jeder Nation, deren Verteidigung er für die Vereinigten Staaten für lebenswichtig“ halte, jede Art von Waffen zu verkaufen, zu schenken oder zu vermieten, sofern der Wert 1.300.000.000 US-Dollar nicht überschreite. Das Gesetz galt zunächst nur für das durch den Krieg mit Hitler-Deutschland materiell und finanziell erschöpfte Großbritannien (wurde nach dem deutschen Überfall auf die Sowjetunion aber auch auf dieses Land angewandt) und war der Versuch, gegen Hitler-Deutschland kämpfende Staaten mit Waffen zu unterstützen, eine direkte Beteiligung der USA am Kriegsgeschehen aber zu vermeiden.
Nachdem Pepper 1944 erneut im Amt des Senators bestätigt worden war, verlor er im Jahre 1950 bereits die Vorwahl der Demokratischen Partei für den Senatssitz gegen seinen rechtslastigen Mitbewerber George Smathers. Möglich wurde der Sieg Smathers’ vor dem Hintergrund einer seit dem Ende des Zweiten Weltkrieges völlig gewandelten außen- wie auch innenpolitischen Situation. Das Kriegsbündnis der Alliierten (Anti-Hitler-Koalition) war endgültig zerbrochen und die neue „containment-policy“ („Eindämmungs-Politik“) der USA, die mit der Truman-Doktrin und dem Marshallplan einsetzte, bedeutete verstärkte Konfrontation mit der UdSSR.
Damit einhergehend gewann innenpolitisch die Kommunisten-Hatz der so genannten McCarthy-Ära zunehmend an Gewicht, in der Lügen, Verleumdungen, haltlose Verdächtigungen völlig Unschuldiger zur Norm wurden. Wie viele Konservative setzte auch Smathers die New-Deal-Politik mit Sozialismus oder Kommunismus gleich und führte die unter Roosevelt verabschiedeten Wirtschafts- und Sozialgesetze auf die Unterwanderung des Regierungsapparates durch Kommunisten zurück. Diese Veränderungen der politischen Rahmenbedingungen brachten Smathers Rückenwind für seinen Wahlkampf. Im Gegensatz zu Pepper, der überzeugter Roosevelt-Anhänger, New-Dealer und Sprecher der liberalen Kräfte im Senat war, war Smathers überzeugter Anhänger Harry S. Trumans („I always was a Truman man.“ / Smathers) und dessen außenpolitischer Linie (Truman-Doktrin).
Aber auch innenpolitisch gab Smathers sich als rabiater Antikommunist und überzog Pepper mit einer beispiellosen Schmutzkampagne. Für Smathers war Claude Pepper bereits deshalb ein „Red“ („Roter“), „Red Pepper“, weil dieser den Einsatz und die ungeheuren menschlichen und materiellen Verluste der UdSSR während des Zweiten Weltkriegs anerkannte, in die UdSSR gereist, mit Stalin gesprochen hatte und die so genannte Truman-Doktrin ablehnte. Zeitungen, die Smathers unterstützten, brachten auf ihren Titelseiten Schlagzeilen, in denen Pepper als „Pinko“ („Rosaroter“), „Pinko Senator Pepper“ u. a. verleumdet wurde.
Smathers brachte The Red Book of Senator Claude Pepper in Umlauf. Der Einsatz Peppers für eine umfassende, alle Bürger der USA einschließende, adäquate Gesundheitsversicherung und -versorgung wurde von Smathers diskriminiert als Plan, sämtliche Bereiche der USA zu verstaatlichen. „When they socialize the doctors, then they will socialize the lawyers. Then next they will socialize insurance men, and when they socialize the insurance men, the farmer will be next. They plan to socialize everybody.“ (dt.: „Erst verstaatlichen sie die Ärzte, dann die Rechtsanwälte. Als nächstes werden sie die Versicherungsvertreter verstaatlichen, und haben sie die Versicherungsvertreter verstaatlicht, sind als nächstes die Farmer dran. Sie planen alles und jeden zu verstaatlichen.“)
Der Antikommunismus von Smathers wurde noch durch eine rassistische Komponente verschärft.
So „bediente“ er seine konservative, weiße Wählerschaft, indem er Claude Pepper einen „Nigger-lover“ nannte, allein aus dem Grund, weil dieser schwarzen Amerikanern die Hand schüttelte und für die Abschaffung der Rassentrennung eintrat. Für Smather reichte bereits ein Foto, auf dem Pepper zusammen mit dem von McCarthys Komitee für unamerikanische Umtriebe als Kommunist gebrandmarkten schwarzen Künstler Paul Robeson abgebildet war, um ihn als „Nigger-Communist“ zu beschimpfen. Der Journalist David Brinkley bezeichnete den Wahlkampf zwischen Claude Pepper und George Smathers als „the dirtiest in the history of American politics“ (dt.: „den schmutzigsten Wahlkampf in der Geschichte der amerikanischen Politik“). Doch Smathers wurde gewählt und vermochte Claude Pepper mit einer hauchdünnen Mehrheit von 60.000 Stimmen zu verdrängen.
In einem Interview im Jahre 1974 versuchte Claude Pepper seine damalige Abwahl (und das Scheitern einer ganzen Reihe weiterer Senatoren der Demokratischen Partei) zu erklären:
„And by 1950, there were six … I'm speaking of the whole country now, there were six senior Senators defeated. I was one of them. And the basic issue was National Health Insurance, civil rights, liberal attitudes favoring labor, minimum wage and all that sort of thing.  Adequate hospital and medical care for the people, those things were basically the issues. And of course, the McCarthy stuff was simply the coloration of it. It was an excuse, it was simply a manifestation of that extreme right-wing conservative attitude that was beginning to grow stronger and stronger. And since that time, we have seen more Republicans elected.“ (dt.: „1950 wurden sechs...ich spreche jetzt von den gesamten USA...wurden sechs amtierende Senatoren abgewählt. Ich war einer von ihnen. Hauptsächlich ging es um eine alle Bürger umfassende Krankenversicherung, Bürgerrechte, um eine aufgeschlossenere Haltung gegenüber der Arbeiterschaft und deren Unterstützung, Mindestlöhne, all das. Ausreichende medizinische Versorgung für die Menschen. Darum ging  es im Grunde. Und dann natürlich der McCarthy-Kram, der noch eins draufsetzte. Es war vorgeschoben, es war einfach Ausdruck dieser extrem rechtslastigen konservativen Haltung, die (damals) begann stärker und stärker zu werden. Denn seit dieser Zeit wurden immer mehr Republikaner gewählt...“).
Die Wahl Smathers’ wurde von Peppers ehemaligem Freund und Förderer Ed Ball unterstützt, von dem er sich kurz vorher im Streit getrennt hatte. Nach seinem Ausscheiden aus dem Senat eröffnete Claude Pepper in Miami und Washington D.C. erneut eine Anwaltspraxis und übernahm zudem noch einen leitenden Posten bei der Washington Federal Savings and Loan Association. Weiterhin in der Demokratischen Partei aktiv, unterstützte er auch noch die Wahlkampagnen von Adlai E. Stevenson 1952 und 1956. Im Jahre 1958 bemühte er sich in Florida erneut vergeblich um einen Sitz im Senat.

### Repräsentantenhaus
Erst 1962 konnte Pepper als Abgeordneter nach Washington zurückkehren: Gewählt in einem Wahlbezirk in Miami Beach, wurde er Mitglied des amerikanischen Repräsentantenhauses. Er war einer der wenigen, die nach einer Karriere als Senator in das Repräsentantenhaus einzogen. Pepper wurde in diesem Amt regelmäßig wiedergewählt, zuletzt war er sogar das älteste Mitglied des Hauses, dem er bis zu seinem Tod 1989 angehörte. Als überzeugter Anhänger einer liberalen Sozialpolitik zählte er zu den führenden Kritikern des republikanischen Präsidenten Ronald Reagan. Die Einführung von Medicare und Medicaid bestimmte Pepper maßgeblich mit; 1977 übernahm er den Vorsitz im Ausschuss für Fragen der älteren Bevölkerung und wehrte mit Erfolg die Einführung einer Altersgrenze für Abgeordnete ab.

## Privat
Claude Pepper heiratete am 29. Dezember 1936 Mildred Irene Webster. Sie war ebenfalls bekannt für ihr großes Engagement für soziale Zwecke. Das Paar blieb bis zum Tod von Mildred am 31. März 1979 eng liiert und Claude Pepper konnte den Tod seiner Partnerin nur schwer verwinden. Die Ehe blieb kinderlos.
Claude Pepper diente dem Kongress länger als jeder andere Politiker aus seinem Staat und wurde bekannt als der große alte Mann aus Florida. Sein Gesicht zierte zwischen 1950 und 1983 oft das Cover des Time-Magazins. Als er am 30. Mai 1989 in Washington D.C. starb, wurde sein Leichnam zwei Tage lang in der Rotunde des Kapitols aufgebahrt; er war erst der 26. Amerikaner, der auf diese Weise geehrt wurde.
Nach ihm sind zahlreiche Plätze in Florida benannt worden, darunter das Claude Pepper Center in der Florida State University und das Claude Pepper Federal Building in Miami. Große Teile der durch Florida führenden Teile der Autobahn U.S. Route 27 heißen Claude Pepper Memorial Highway; auch nach seiner Frau sind zahlreiche Plätze in Florida benannt worden.

## Auszeichnungen
Er erhielt im Laufe seines langen Lebens zahlreiche Auszeichnungen, darunter den Eleanor-Roosevelt Humanities Award, den Humphrey-Statesmanship Award, er wurde zum Man of the Year von Florida gewählt; außerdem gehört er zu den 50 wichtigsten Menschen aus Florida.
Außerdem erhielt er 1985 den Four Freedoms Award.

## Veröffentlichungen
- Vorwort. In: Michael Sayers, Albert E. Kahn: Die Große Verschwörung. Verlag Volk und Welt, Berlin 1949, S. 9.